# Kryštofský tunel
Kryštofský tunel je železniční tunel na katastrálním území Kryštofovo Údolí na úseku železniční regionální trati Liberec – Česká Lípa mezi zastávkami Kryštofovo Údolí a Novina v km 132,701–132,749.

## Historie
V roce 1900 byla dokončena část trasy z Mimoně do Liberce, na ní bylo postaveno mezi Křižany a Libercem pět tunelů: Ještědský, U Myslivny, Kryštofský, Karlovský I a Karlovský II. Úsek trati stavěla firma Redlichové a Berger.

## Popis
Jednokolejný tunel byl postaven pro železniční trať Liberec – Česká Lípa mezi zastávkami Kryštofovo Údolí a Novina pod výběžkem svahu kopce Spálený vrch (660 m n. m.) v Kryštofových hřbetech. Tunel byl dán do provozu 16. září 1900.
Tunel leží v nadmořské výšce 470 m a měří 48 m.